# Lijst van voetbalinterlands Gabon - Ivoorkust
Deze lijst van voetbalinterlands is een overzicht van alle officiële voetbalwedstrijden tussen de nationale teams van Gabon en Ivoorkust. De landen speelden tot op heden vijftien keer tegen elkaar. De eerste ontmoeting was een kwalificatiewedstrijd voor de Afrika Cup 1972 op 8 november 1970 in Libreville. Het laatste duel, een kwalificatiewedstrijd voor het Wereldkampioenschap voetbal 2026, werd gespeeld in Korhogo op 7 juni 2024.

## Wedstrijden
| №  | Plaats     | Datum            | Competitie                           | Wedstrijd         | Uitslag |
| -- | ---------- | ---------------- | ------------------------------------ | ----------------- | ------- |
| 1  | Libreville | 8 november 1970  | Afrika Cup 1972 kwalificatie         | Gabon − Ivoorkust | 1 − 2   |
| 2  | Abidjan    | 22 november 1970 | Afrika Cup 1972 kwalificatie         | Ivoorkust − Gabon | 1 − 0   |
| 3  | Abidjan    | 6 april 1980     | Vriendschappelijk                    | Ivoorkust − Gabon | 4 − 1   |
| 4  | Libreville | 8 april 1987     | Vriendschappelijk                    | Gabon − Ivoorkust | 1 − 0   |
| 5  | Libreville | 28 november 1995 | Vriendschappelijk                    | Gabon − Ivoorkust | 0 − 2   |
| 6  | Libreville | 26 mei 1996      | Vriendschappelijk                    | Gabon − Ivoorkust | 0 − 1   |
| 7  | Abidjan    | 30 oktober 1999  | Vriendschappelijk                    | Ivoorkust − Gabon | 0 − 1   |
| 8  | Abidjan    | 8 oktober 2006   | Afrika Cup 2008 kwalificatie         | Ivoorkust − Gabon | 5 − 0   |
| 9  | Libreville | 8 september 2007 | Afrika Cup 2008 kwalificatie         | Gabon − Ivoorkust | 0 − 0   |
| 10 | Libreville | 14 juni 2015     | Vriendschappelijk                    | Gabon − Ivoorkust | 0 − 0   |
| 11 | Butare     | 24 januari 2016  | African Championship of Nations 2016 | Ivoorkust − Gabon | 4 − 1   |
| 12 | Abidjan    | 4 juni 2016      | Vriendschappelijk                    | Ivoorkust – Gabon | 2 – 1   |
| 13 | Libreville | 2 september 2017 | WK 2018 kwalificatie                 | Gabon − Ivoorkust | 0 − 3   |
| 14 | Bouaké     | 5 september 2017 | WK 2018 kwalificatie                 | Ivoorkust − Gabon | 1 − 2   |
| 15 | Korhogo    | 7 juni 2024      | WK 2026 kwalificatie                 | Ivoorkust − Gabon | 1 − 0   |

## Samenvatting
| Competitie                      | Totaal gespeeld | Winst Gabon | Gelijk | Winst Ivoorkust | Doelsaldo Gabon – Ivoorkust |
| ------------------------------- | --------------- | ----------- | ------ | --------------- | --------------------------- |
| WK-kwalificatie                 | 3               | 1           | 0      | 2               | 2 − 5                       |
| Afrika Cup-kwalificatie         | 4               | 0           | 1      | 3               | 1 − 8                       |
| African Championship of Nations | 1               | 0           | 0      | 1               | 1 − 4                       |
| Vriendschappelijk               | 7               | 2           | 1      | 4               | 4 − 9                       |
| Totaal                          | 15              | 3           | 2      | 10              | 8 − 26                      |

FGF · A-internationals · Selecties · Bondscoaches · Olympisch elftal · Gabonees vrouwenelftal
1960 – 1969 ·
1970 – 1979 ·
1980 – 1989 ·
1990 – 1999 ·
2000 – 2009 ·
2010 – 2019 ·
2020 − 2029
1960 · 
1961 · 
1962 · 
1963 · 
1964 ·
1965 · 
1966 · 
1967 · 
1968 ·
1969 · 
1970 · 
1971 · 
1972 · 
1973 ·
1974 ·
1975 ·
1976 · 
1977 · 
1978 · 
1979 · 
1980 · 
1981 · 
1982 · 
1983 · 
1984 · 
1985 · 
1986 · 
1987 · 
1988 · 
1989 · 
1990 · 
1991 · 
1992 · 
1993 · 
1994 · 
1995 · 
1996 · 
1997 · 
1998 · 
1999 · 
2000 · 
2001 · 
2002 · 
2003 · 
2004 · 
2005 · 
2006 · 
2007 · 
2008 · 
2009 · 
2010 · 
2011 · 
2012 · 
2013 · 
2014 ·
2015 ·
2016 ·
2017 ·
2018 ·
2019 ·
2020 ·
2021 ·
2022 ·
2023
Algerije ·
Andorra ·
Angola ·
België ·
Benin ·
Botswana ·
Brazilië ·
Burkina Faso ·
Burundi ·
Centraal-Afrikaanse Republiek ·
Comoren ·
Congo-Brazzaville ·
Congo-Kinshasa ·
Egypte ·
Equatoriaal-Guinea ·
Gambia ·
Ghana ·
Guinee ·
Guinee-Bissau ·
Ivoorkust ·
Kaapverdië ·
Kameroen ·
Kenia ·
Lesotho ·
Libanon ·
Liberia ·
Libië ·
Madagaskar ·
Malawi ·
Mali ·
Malta ·
Marokko ·
Mauritanië ·
Mauritius ·
Mozambique ·
Namibië ·
Niger ·
Nigeria ·
Oeganda ·
Oman ·
Portugal ·
Rwanda ·
Sao Tomé en Principe ·
Saoedi-Arabië ·
Senegal ·
Seychellen ·
Sierra Leone ·
Soedan ·
Swaziland ·
Tanzania ·
Thailand ·
Togo ·
Tsjaad ·
Tunesië ·
Verenigde Arabische Emiraten ·
Wit-Rusland ·
Zambia ·
Zimbabwe ·
Zuid-Afrika ·
Zuid-Soedan
FIF · A-internationals · Selecties · Bondscoaches · Statistieken · Ivoriaans vrouwenelftal · Ivoorkust U21 · Ivoorkust U20 · Ivoorkust U19 · Ivoorkust U18 · Ivoorkust U17
1960 – 1969 ·
1970 – 1979 ·
1980 – 1989 ·
1990 – 1999 ·
2000 – 2009 ·
2010 – 2019 ·
2020 − 2029
WK 2006 · 
WK 2010 · 
WK 2014
OS 2008 · 
OS 2020
1960 ·
1961 ·
1962 ·
1963 ·
1964 · 
1965 ·
1966 · 
1967 ·
1968 ·
1969 ·
1970 ·
1971 ·
1972 ·
1973 ·
1974 ·
1975 ·
1976 ·
1977 ·
1978 · 
1979 ·
1980 ·
1981 · 
1982 ·
1983 ·
1984 ·
1985 ·
1986 ·
1987 ·
1988 ·
1989 ·
1990 ·
1991 ·
1992 · 
1993 · 
1994 · 
1995 · 
1996 · 
1997 · 
1998 · 
1999 · 
2000 · 
2001 · 
2002 · 
2003 · 
2004 · 
2005 · 
2006 · 
2007 · 
2008 · 
2009 · 
2010 · 
2011 · 
2012 · 
2013 ·
2014 ·
2015 ·
2016 ·
2017 ·
2018 ·
2019 ·
2020 ·
2021 ·
2022 ·
2023 ·
2024
Algerije ·
Angola ·
Argentinië ·
België ·
Benin ·
Bosnië en Herzegovina ·
Botswana ·
Brazilië ·
Burkina Faso ·
Burundi ·
Centraal-Afrikaanse Republiek ·
Chili ·
Colombia ·
Comoren ·
Congo-Brazzaville ·
Congo-Kinshasa ·
Duitsland ·
Egypte ·
El Salvador ·
Engeland ·
Equatoriaal-Guinea ·
Ethiopië ·
Frankrijk ·
Gabon ·
Gambia ·
Ghana ·
Griekenland ·
Guinee ·
Guinee-Bissau ·
Hongarije ·
Israël ·
Italië ·
Japan ·
Jordanië ·
Kameroen ·
Kenia ·
Koeweit ·
Lesotho ·
Liberia ·
Libië ·
Madagaskar ·
Malawi ·
Mali ·
Marokko ·
Mauritanië ·
Mauritius ·
Mexico ·
Moldavië ·
Mozambique ·
Namibië ·
Nederland ·
Niger ·
Nigeria ·
Noord-Korea ·
Oeganda ·
Oostenrijk ·
Paraguay ·
Polen ·
Portugal ·
Qatar ·
Roemenië ·
Rusland ·
Rwanda ·
Senegal ·
Servië en Montenegro ·
Seychellen ·
Sierra Leone ·
Slovenië ·
Soedan ·
Spanje ·
Tanzania ·
Togo ·
Tsjaad ·
Tunesië ·
Turkije ·
Uruguay ·
Verenigde Staten ·
Zambia ·
Zimbabwe ·
Zuid-Afrika ·
Zuid-Korea ·
Zweden ·
Zwitserland
Argentinië (2006) · 
Colombia (2014) ·
Ghana (2015) ·
Griekenland (2014) · 
Japan (2014) ·  
Nederland (2006) · 
Noord-Korea (2010) · 
Servië en Montenegro (2006) ·
Zambia (2012)